# Andrea Schaller
Andrea Schaller (* 1976 in Kaufbeuren) ist eine ehemalige deutsche Fußballspielerin. Seit 2023 ist sie Universitätsprofessorin für Gesundheit, Betriebliche Gesundheitsförderung und Prävention an der Universität der Bundeswehr München. Von 2018 bis 2023 war sie Universitätsprofessorin für Bewegungsbezogene Präventionsforschung an der Deutschen Sporthochschule Köln (Stiftungsprofessur der AOK Rheinland/Hamburg). Von 2016 bis 2018 war sie als Professorin an der IST-Hochschule für Management tätig.

## Sportliche Karriere
Die Torhüterin begann ihre Karriere als Feldspielerin in der Jugend bei der SpVgg Kaufbeuren. Mit 16 Jahren wechselte sie auf die Torhüterposition und 1997 wechselte sie in die Bundesliga zum FCR Duisburg (ehemals FC Rumeln-Kaldenhausen). Dort wurde sie 1998 Pokalsiegerin und 1999 Vize-Pokalsiegerin. In der Saison 1999/2000 wechselte sie zum Bundesligisten SC 07 Bad Neuenahr, wo sie 2004 ihre Karriere beendete. Insgesamt absolvierte Schaller 74 Bundesligaspiele. Ihr einziges Länderspiel für die A-Nationalmannschaft bestritt sie am 16. März 2000 in Arnheim gegen die Auswahl der Niederlande. Für die Olympischen Sommerspiele 2000 in Sydney war sie als dritte Torhüterin der deutschen Frauenfußballnationalmannschaft auf Abruf nominiert.

## Beruflicher Werdegang
Schaller beendete ihre schulische Laufbahn 1997 mit dem Abitur am Marien-Gymnasium Kaufbeuren. Nach dem Abitur studierte sie Sportwissenschaften mit Schwerpunkt Prävention und Rehabilitation an der Deutschen Sporthochschule Köln. Zudem studierte sie Public Health mit den Schwerpunkten Epidemiologie und Prävention an der Heinrich-Heine-Universität Düsseldorf. Sie arbeitete von 2003 bis 2010 als Sporttherapeutin und Sportwissenschaftlerin in der medizinischen Rehabilitation. 2009 schloss sie ihre Promotion bei Ingo Froböse an der Deutschen Sporthochschule Köln ab, wo sie anschließend als Wissenschaftliche Mitarbeiterin tätig war. Von 2016 bis 2018 übernahm sie die Professur für Gesundheitsmanagement im Masterstudiengang Prävention, Sporttherapie und Gesundheitsmanagement an der IST-Hochschule für Management. Im Oktober 2018 wechselte sie an die Deutsche Sporthochschule Köln auf die Stiftungsprofessur Bewegungsbezogene Präventionsforschung. 2022 erhielt sie den Ruf auf die Professur für Gesundheit, Betriebliche Gesundheitsförderung und Prävention an der Universität der Bundeswehr München, die sie 2023 antrat.

## Persönliches
Über ihren Umgang mit der chronischen Erkrankung Multiple Sklerose spricht die frühere Leistungssportlerin und heutige Universitätsprofessorin Andrea Schaller im 2. Newsletter des Projekts "Vorbildlich in Führung gehen! Mit Role Models Inklusion in Arbeit stärken".